# Герб Олишівки
Сучасний герб Олишівки затверджений 13 вересня 2019 року рішенням сесії селищної ради. 

## Історія
В історії Олишівки XVIIІ ст. дослідниками також зафіксовані два самобутні герби, що пов'язано з геральдичними традиціями доби Гетьманщини. Давніший із них постає на печатці Олишівської ратуші, датований 1738 р.: в овальному картуші з короною – малюнок двох перехрещених щабель вістрями донизу, між якими меч (або довгий хрест); зображення герба супроводжує абревіатура "D.M.W." ("Печатка міська олишівська"). 
У другій половині XVIII ст. символіка герба повністю змінюється. Так, на печатках місцевої сотенної канцелярії, датованих 1770-1781 pp. зображена підкова, увінчана лицарським (кавалерським) хрестом , в обрамлені картуша; довкола напис: «ПЄЧАТЬ СОТНЬ ОЛИШЄВСКОЙ». 
Зображення підкови на печатці Олишівської сотні могло бути запозичене з родового герба місцевого сотника Івана Шраменка.

## Галерея

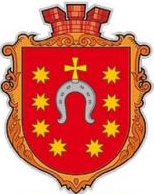
Герб Олишівки 2010 року
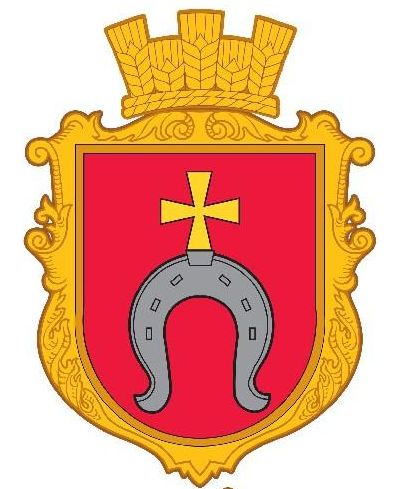
Історичний герб Олишівки 1780 року в сучасному картуші
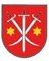
Історичний герб Олишівки 1738 року